# Errol Barrow
Errol Walton Barrow (Saint Lucy, 21 gennaio 1920 – Bridgetown, 1º giugno 1987) è stato un politico barbadiano.
Era rappresentante del partito social-democratico Democratic Labour Party (DLP).
È stato Primo ministro di Barbados per due periodi: il primo dal novembre 1966 al settembre 1976, come primo Primo ministro in assoluto del Paese, e il secondo dal maggio 1986 alla morte, avvenuta nel giugno 1987.
Sposato con Carolyn Plaskett, negli anni Settanta ebbe una relazione extraconiugale con la cantante statunitense Nina Simone.